# Diosig (gmina)
Diosig – gmina w Rumunii, w okręgu Bihor. Obejmuje miejscowości Diosig i Ianca. W 2011 roku liczyła 6816 mieszkańców.